# Kerncentrale Rheinsberg
Kerncentrale Rheinsberg (Kernkraftwerk Rheinsberg) ligt bij Rheinsberg in deelstaat Brandenburg aan de Großer Stechlinsee.
De centrale had één VVER-70 reactor. Na de Duitse hereniging is deze centrale in 1990 gesloten.
| Reactorblok        | Reactortype | Vermogen | Begin bouw | Inbedrijfname | Stillegging |
| ------------------ | ----------- | -------- | ---------- | ------------- | ----------- |
| Rheinsberg-1 (KKR) | VVER-70     | 62 MW    | 1960       | 1966          | 1990        |

## Externe link

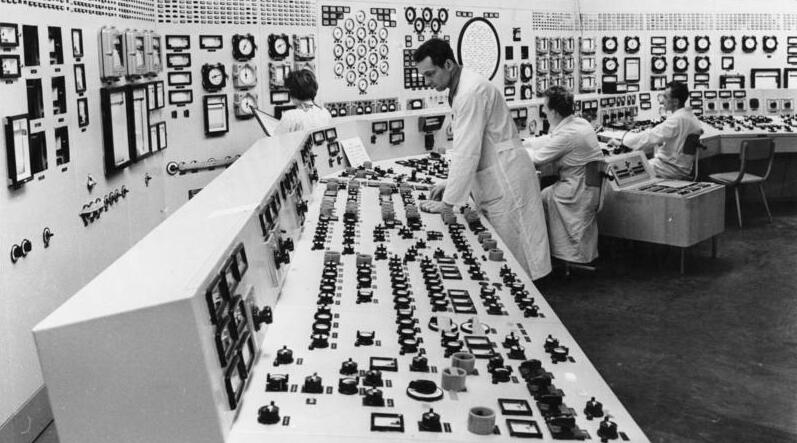
controleruimte van kerncentrale Rheinsberg

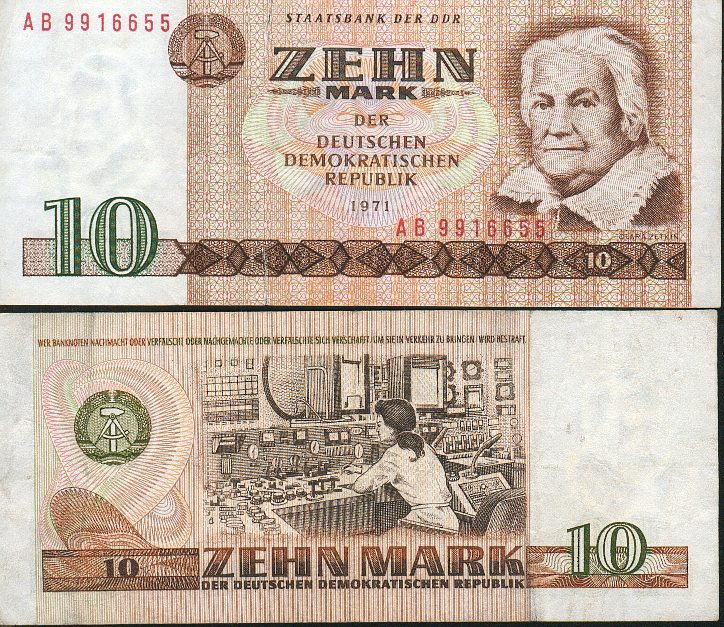
Op de achterkant van de 10-Mark biljet van de DDR stond de controlekamer van kerncentrale Rheinsberg afgebeeld.